# Philipp Ludwig von Seidel
Philipp Ludwig von Seidel, född den 24 oktober 1821 i Zweibrücken, död  den 13 augusti 1896 i München, var en tysk matematiker.
von Seidel, som blev professor i München 1854, delar med George Gabriel Stokes äran av upptäckten, att en oändlig serie, vars termer är kontinuerliga funktioner, kan framställa en diskontinuerlig funktion. von Seidel gjorde även en värdefull undersökning av villkoren för en möjligast noggrann avbildning genom ett optiskt system.